# الوراثة في التوحد
وراثية التوحّد هي النسبة من الاختلافات في التعبير عن التوحّد التي يمكن تفسيرها بالتنوّع الجيني. للتوحّد أساس وراثي قوي. وعلى الرغم من أن الجينات المرتبطة بالتوحّد معقّدة، إلا أنّ الاضطراب يُفسَّر بشكل أكبر من خلال تأثيرات متعددة الجينات بدلاً من الطفرات النادرة ذات التأثير الكبير.
قد يتأثّر التوحّد بالعوامل الوراثية، إذ تُظهر الدراسات بشكل متكرّر انتشارًا أعلى بين الأشقاء وفي العائلات التي لديها تاريخ من التوحّد. وقد دفع ذلك الباحثين إلى دراسة مدى مساهمة العوامل الجينية في تطوّر التوحّد. وقدّرت العديد من الدراسات، بما في ذلك دراسات التوائم ودراسات العائلات، وراثة التوحّد بنسبة تقارب 80 إلى 90%، مما يشير إلى أن للعوامل الجينية دورًا كبيرًا في مسبّباته. ومع ذلك، فإنّ تقديرات الوراثة لا تعني أنّ التوحّد يُحدَّد فقط عن طريق الجينات، إذ تسهم العوامل البيئية أيضًا في تطوّر الاضطراب.
قدّرت دراسات التوائم التي أُجريت بين عامَيْ 1977 و1995 وراثة التوحّد بأكثر من 90%؛ أي أنّ 90% من الفروقات بين الأفراد المصابين بالتوحّد وغير المصابين تُعزى إلى تأثيرات جينية. وعندما يكون أحد التوأمين المتطابقين مصابًا بالتوحّد، غالبًا ما يعاني الآخر من صعوبات تعلّمية أو اجتماعية. أمّا بالنسبة للأشقاء البالغين، فقد تصل احتمالية وجود سِمة أو أكثر من سمات النمط الظاهري الواسع للتوحّد إلى 30%، وهي نسبة أعلى بكثير من النسبة لدى الأفراد في المجموعات الضابطة.

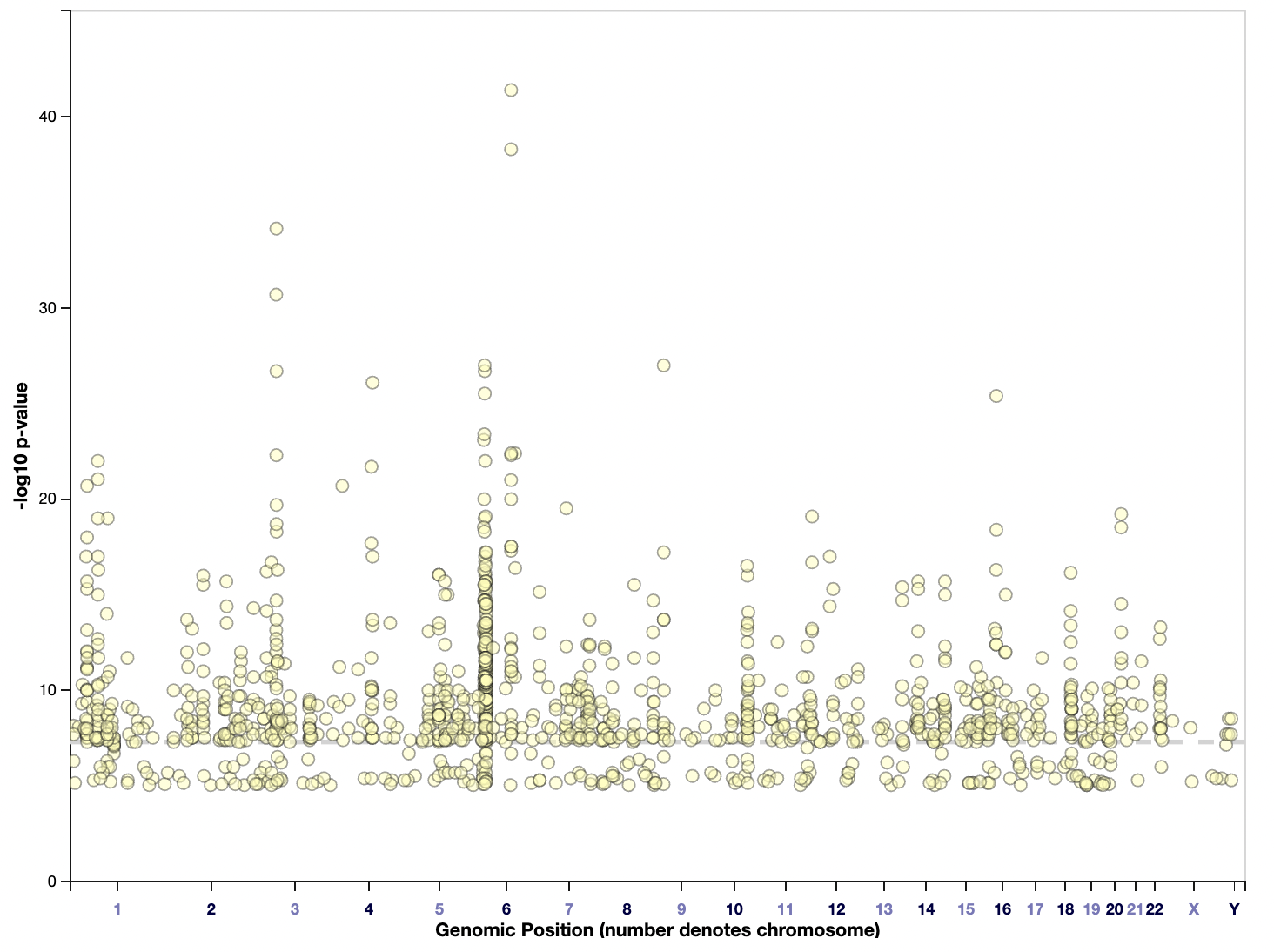
تم الإبلاغ عن مجموعة متنوعة من الارتباطات الجينية باضطراب طيف التوحد. يوضح مخطط مانهاتن هذا الأهمية الإحصائية (وليس بالضرورة قوة) لكل متغير في مسح شامل للجينوم. يشبه المخطط تلك الواردة في المقالات المنشورة.

على الرغم من أنّ تحاليل الارتباط الجيني لم تكن حاسمة، فقد اكتشفت العديد من تحاليل الترابط الجيني متغيّرات جينية مرتبطة بالتوحّد. وبالنسبة لكل فرد مصاب بالتوحّد، غالبًا ما تكون هناك طفرات في العديد من الجينات. وقد تكون الطفرات في مجموعات مختلفة من الجينات متورطة لدى أفراد مختلفين مصابين بالتوحّد. وقد توجد تفاعلات مهمّة بين الطفرات في عدّة جينات، أو بين البيئة والجينات الطافرة. ومن خلال تحديد العلامات الجينية الموروثة مع التوحّد في دراسات الأُسر، تمّ تحديد العديد من الجينات المرشّحة، والتي يرمز معظمها إلى بروتينات تشارك في تطوّر الجهاز العصبي ووظيفته.
ومع ذلك، لم يتم تحديد الطفرات الفعلية التي تزيد من احتمال الإصابة بالتوحّد في معظم هذه الجينات المرشّحة. وبشكل عام، لا يمكن تتبّع التوحّد إلى طفرة مندلّية (جينية واحدة) أو إلى شذوذات في الكروموسومات المفردة مثل متلازمة الكروموسوم الهش (Fragile X syndrome) أو متلازمة حذف 22q13.
قد تنجم نسبة تتراوح بين 10–15% من حالات التوحّد عن اضطرابات جينية فردية أو عن اختلافات عدد النسخ — وهي تغيّرات تلقائية في المادة الوراثية تحدث أثناء الانقسام المنصّف وتؤدي إلى حذف أو تكرار في المادة الوراثية.
تؤدي هذه التغيّرات أحيانًا إلى توحّد متلازمي، على عكس التوحّد مجهول السبب الأكثر شيوعًا. وقد تم فحص الحالات الفُرادى (غير الموروثة) لتحديد مواقع جينية مرشّحة لها دور في التوحّد. ومن الممكن أن يكون جزء كبير من حالات التوحّد ذا وراثة عالية ولكنه غير موروث: أي أن الطفرة التي تسببت في التوحّد غير موجودة في الجينوم الأبوي.
على الرغم من أنّ نسبة حالات التوحّد التي يمكن تتبّعها إلى سبب جيني قد ترتفع إلى 30–40% مع تحسّن دقّة تقنيّة التهجين الجيني المقارن باستخدام الشرائح، فقد تمّ وصف العديد من النتائج في هذا المجال بتسرّع، مما قد يُضلّل الجمهور للاعتقاد بأن نسبة كبيرة من التوحّد ناتجة عن اختلافات عدد النسخ وقابلة للكشف باستخدام هذه التقنية، أو أن اكتشاف هذه الاختلافات يعادل التشخيص الجيني.
تحتوي قاعدة بيانات مشروع الجينوم للتوحّد على بيانات الارتباط الجيني واختلافات عدد النسخ التي تربط التوحّد بمواقع جينية وتُشير إلى احتمال تورّط كل كروموسوم بشري. وقد يكون استخدام الأنماط الظاهرية الفرعية المرتبطة بالتوحّد بدلاً من التشخيص العام للتوحّد أكثر فائدة في تحديد المواقع الحساسة.

## دراسات التوائم
توفّر دراسات التوائم فرصة فريدة لاستكشاف التأثيرات الجينية والبيئية على اضطراب طيف التوحّد. من خلال دراسة التوائم المتطابقة، الذين يتشاركون الحمض النووي بشكل كامل، والتوائم غير المتطابقة، الذين يتشاركون نحو نصف الحمض النووي، يمكن للباحثين تقدير وراثة التوحّد من خلال مقارنة معدلات تشخيص التوحّد عندما يُصاب أحد التوأمين دون الآخر، في التوائم المتطابقة مقابل غير المتطابقة. تُعد دراسات التوائم أداة مفيدة في تحديد وراثة الاضطرابات والصفات البشرية عمومًا. وهي تتضمن تحديد درجة التطابق في الخصائص بين التوائم المتطابقة (أحادية الزيجوت أو أحادية الزيجوت) وبين التوائم غير المتطابقة (ثنائية الزيجوت أو ثنائية الزيجوت).
وتشمل المشكلات المحتملة في دراسات التوائم ما يلي:
(1) أخطاء في تشخيص أحادية الزيجوت،
(2) افتراض أن البيئة الاجتماعية المشتركة بين التوائم ثنائية الزيجوت تعادل تلك الخاصة بالتوائم أحادية الزيجوت.
الحالة التي تنشأ نتيجة لعوامل بيئية دون أي تورّط جيني ستُظهر تطابقًا في التوائم أحادية الزيجوت مساويًا للتطابق الموجود في التوائم ثنائية الزيجوت.
وعلى النقيض من ذلك، فإن الحالة التي تكون ذات أصل وراثي بالكامل ستُظهر نظريًا تطابقًا بنسبة 100% في أزواج التوائم أحادية الزيجوت، وعادةً ما يكون التطابق أقل بكثير في أزواج التوائم ثنائية الزيجوت، وذلك اعتمادًا على عوامل مثل عدد الجينات المتورطة والتزاوج المتشابه.
مثال على حالة يبدو أن لها تأثيرًا وراثيًا ضئيلًا إن وُجد، هو متلازمة القولون المتهيج، حيث بلغت نسبة التطابق 28% في أزواج التوائم أحادية الزيجوت مقابل 27% في أزواج التوائم ثنائية الزيجوت.
ومثال على صفة بشرية شديدة الوراثة هو لون العين، حيث بلغت نسبة التطابق 98% في أزواج أحادية الزيجوت، و7–49% في أزواج ثنائية الزيجوت تبعًا للعمر.
تُقدّر دراسات التوائم المتطابقة وراثة التوحّد بنطاق يتراوح بين 36% و95.7%، مع وجود تطابق في النمط الظاهري الأوسع عادةً في الطرف الأعلى من هذا النطاق. أما التطابق في التوحّد بين الأشقاء والتوائم غير المتطابقة فيتراوح بين 0 و23.5%. وغالبًا ما تكون النسبة 2–4% في حالات التوحّد الكلاسيكي، و10–20% في الطيف الأوسع. وبافتراض نسبة انتشار في عموم السكان تبلغ 0.1%، فإن خطر الإصابة بالتوحّد الكلاسيكي لدى الأشقاء يكون أعلى بـ 20 إلى 40 مرة من خطر الإصابة في عموم السكان.
وقد سعت دراسات توائم بارزة إلى تسليط الضوء على وراثة التوحّد.
دراسة صغيرة أُجريت عام 1977 كانت الأولى من نوعها التي تناولت وراثة التوحّد. شملت 10 أزواج من التوائم ثنائية الزيجوت و11 زوجًا من التوائم أحادية الزيجوت، حيث أظهر أحد التوأمين على الأقل في كل زوج توحّد الطفولة. وُجد تطابق بنسبة 36% في التوائم أحادية الزيجوت مقارنةً بـ 0% في التوائم ثنائية الزيجوت. وكان تطابق "الاضطرابات المعرفية" 82% في أزواج أحادية الزيجوت و10% في أزواج ثنائية الزيجوت. وفي 12 من أصل 17 زوجًا غير متطابق في التوحّد، اعتُقد أن هناك عامل خطر بيولوجي مرتبط بالحالة.
تقرير حالة صدر عام 1979 ناقش زوجًا من التوائم المتطابقة المتطابقين في التوحّد. تطوّر التوأمان بشكل مماثل حتى سن الرابعة، عندما تحسّن أحدهما تلقائيًا. أما التوأم الآخر، الذي كان يعاني من نوبات صرع نادرة، فبقي مصابًا بالتوحّد. وأشار التقرير إلى أن العوامل الجينية لم تكن "حاسمة بالكامل" في تطوّر التوائم.
في عام 1985، وجدت دراسة للتوائم المسجلين في سجل الدراسات الجينية التابع لجامعة كاليفورنيا في لوس أنجلوس نسبة تطابق قدرها 95.7% للتوحّد في 23 زوجًا من التوائم أحادية الزيجوت، و23.5% في 17 زوجًا من التوائم ثنائية الزيجوت.
في دراسة أُجريت عام 1989، تم فحص حالات التوحّد في الدول الإسكندنافية. خضع للفحص 11 زوجًا من التوائم أحادية الزيجوت و10 من التوائم ثنائية الزيجوت. وُجد أن نسبة التطابق في التوحد بلغت 91% في أزواج أحادية الزيجوت و0% في أزواج ثنائية الزيجوت. وكانت نسب التطابق في "الاضطرابات المعرفية" 91% و30% على التوالي. وفي معظم الأزواج غير المتطابقة في التوحّد، تعرّض التوأم المصاب بالتوحد إلى ضغوط محيطة بالولادة بدرجة أكبر.
أُعيد فحص عينة توائم بريطانية في عام 1995 وُوجدت نسبة تطابق قدرها 60% للتوحد في التوائم أحادية الزيجوت مقابل 0% في التوائم ثنائية الزيجوت. كما وُجد تطابق بنسبة 92% للطيف الأوسع في أحادية الزيجوت مقابل 10% في ثنائية الزيجوت. وخلصت الدراسة إلى أن "المخاطر التوليدية غالبًا ما تبدو نتيجة لتطوّر غير طبيعي متأثر وراثيًا، أكثر من كونها عوامل سببية مستقلة".
في دراسة أُجريت عام 1999 تناولت المهارات الاجتماعية المعرفية لدى الأطفال والمراهقين من عامة السكان، وُجدت "قدرات اجتماعية معرفية أضعف لدى الذكور"، كما بلغت وراثة هذه السمات 0.68 مع تأثير وراثي أعلى لدى التوائم الأصغر سنًا.
في عام 2000، تناولت دراسة السلوك الاجتماعي التبادلي لدى توائم متماثلين من عامة السكان. وُجدت نسبة تطابق 73% في التوائم أحادية الزيجوت، أي أن السلوك "شديد الوراثة"، مقابل 37% في أزواج ثنائية الزيجوت.
في دراسة أُجريت عام 2004 شملت 16 زوجًا من التوائم أحادية الزيجوت، وُجد تطابق بنسبة 43.75% في حالات "التوحّد المُعرّف بدقة". كما وُجدت اختلافات في البنية العصبية (اختلاف في حجم المادة البيضاء والرمادية في المخيخ) بين التوائم غير المتطابقة. وتشير خلاصة الدراسة إلى أن 75% من التوائم غير المصابة بالتوحّد أظهرت النمط الظاهري الأوسع في الدراسات السابقة.
دراسة أخرى نُشرت في عام 2004 تناولت ما إذا كانت الأعراض المميزة للتوحّد (ضعف التفاعل الاجتماعي، عجز في التواصل، والسلوكيات التكرارية) تُظهر تباينًا أقل بين التوائم أحادية الزيجوت مقارنةً بالأشقاء، في عينة من 16 عائلة. وقد أظهرت الدراسة تراكمًا ملحوظًا في الأعراض بين التوائم. كما خلصت إلى أن "مستويات السمات السريرية الظاهرة في التوحّد قد تكون نتيجة سمات وراثية مستقلة في الغالب".
دراسة توائم إنجليزية أُجريت عام 2006 وجدت وراثة عالية للسمات التوحدية في مجموعة كبيرة من 3,400 زوج من التوائم.
انتقد أحد الباحثين دراسات التوائم التي أُجريت قبل عام 2006، معتبرًا أنها صغيرة جدًا، وأن نتائجها يمكن تفسيرها تفسيرًا مقنعًا على أسس غير وراثية.
في تحليل تلوي أُجري عام 2015 لدراسات توائم سابقة، وجد الباحثون أن العوامل الجينية تلعب دورًا كبيرًا في تطوّر التوحّد، وتُسهم بنسبة تتراوح بين 64% إلى 91% في احتمال الإصابة بالتوحّد.
وفي دراسة توائم أُجريت عام 2024 على يد مارتيني وآخرين، تشير النتائج إلى أن العوامل الجينية لها تأثير أكبر من العوامل البيئية في ثبات السمات التوحدية.

## دراسات الأشقاء
دراسة شملت 99 حالة رئيسية من المصابين بالتوحّد وجدت نسبة تطابق قدرها 2.9% للتوحّد بين الأشقاء، ونسبة تتراوح بين 12.4% و20.4% للتطابق في "شكل أخف" من التوحّد.
دراسة شملت 31 شقيقًا لأطفال مصابين بالتوحّد، و32 شقيقًا لأطفال يعانون من تأخر في النمو، و32 فردًا ضمن مجموعة ضابطة. وجدت الدراسة أن أشقاء الأطفال المصابين بالتوحّد، كمجموعة، "أظهروا قدرة فائقة في الامتداد المكاني واللفظي، لكن عددًا أكبر من المتوقع قدّم أداءً ضعيفًا في مهام تبديل المجموعات، والتخطيط، والطلاقة اللفظية".
دراسة دنماركية أُجريت عام 2005 تناولت "بيانات من السجل المركزي للأمراض النفسية في الدنمارك ومن نظام التسجيل المدني الدنماركي لدراسة بعض عوامل الخطر المرتبطة بالتوحّد، بما في ذلك مكان الولادة، ومكان ولادة الوالدين، وعمر الوالدين، وتاريخ العائلة من الاضطرابات النفسية، وهوية الأب". وجدت الدراسة أن معدل الانتشار العام كان حوالي 0.08%. وبلغ معدل انتشار التوحّد بين أشقاء الأطفال المصابين بالتوحّد 1.76%. أما معدل الانتشار بين أشقاء الأطفال المصابين بمتلازمة أسبرجر أو اضطراب النمو الشامل فبلغ 1.04%. وكان الخطر مضاعفًا إذا كانت الأم قد شُخّصت باضطراب نفسي. كما وجدت الدراسة أن "خطر التوحّد ارتبط بزيادة درجة التحضّر في مكان ولادة الطفل، وبارتفاع عمر الأب، لكن ليس عمر الأم".
دراسة أُجريت عام 2007 نظرت في قاعدة بيانات تحتوي على سلالات أسرية لـ 86 عائلة لديها طفلان أو أكثر مصابين بالتوحّد، ووجدت أن 42 من الأطفال الذكور المولودين في المرتبة الثالثة أظهروا أعراضًا توحدية، مما يشير إلى أن الوالدين لديهما احتمال بنسبة 50% في نقل طفرة جينية إلى أولادهم. وتشير النماذج الرياضية إلى أن حوالي 50% من حالات التوحّد ناجمة عن طفرات تلقائية. وأبسط نموذج قسّم الوالدين إلى فئتين من حيث الخطر، اعتمادًا على ما إذا كان الوالد يحمل طفرة مسبقة مسببة للتوحّد؛ وقد أشار هذا النموذج إلى أن نحو ربع الأطفال المصابين بالتوحّد قد ورثوا تغيرًا في عدد النسخ الجينية من آبائهم.

## دراسات عائلية أخرى
دراسة أُجريت عام 1994 تناولت شخصيات آباء الأطفال المصابين بالتوحّد، باستخدام آباء أطفال مصابين بمتلازمة داون كمجموعة ضابطة. باستخدام اختبارات موحّدة، تبيّن أن آباء الأطفال المصابين بالتوحّد كانوا "أكثر بُعدًا، وأقل لباقة، وأقل استجابة" مقارنة بآباء الأطفال غير المصابين بالتوحّد.
دراسة أُجريت عام 1997 وجدت معدلات أعلى من العجز الاجتماعي والتواصلي والسلوكيات النمطية في العائلات التي يوجد فيها أكثر من حالة توحّد.
وُجد أن التوحّد يحدث بشكل أكثر شيوعًا في عائلات الفيزيائيين والمهندسين والعلماء. فقد كان 12.5% من الآباء و21.2% من الأجداد (من جهة الأب ومن جهة الأم) للأطفال المصابين بالتوحّد يعملون كمهندسين، مقارنة بـ 5% من الآباء و2.5% من الأجداد للأطفال المصابين بمتلازمات أخرى. وقد توصلت دراسات أخرى إلى نتائج مماثلة. وقد أدت هذه النتائج إلى ابتكار مصطلح "متلازمة المهووسين بالتقنية".
دراسة أُجريت عام 2001 على الإخوة والآباء لأطفال ذكور مصابين بالتوحّد نظرت في النمط الظاهري من حيث إحدى النظريات الإدراكية الحالية حول التوحّد. وقد أثارت الدراسة احتمال أن يشمل النمط الظاهري الأوسع للتوحّد "أسلوبًا إدراكيًا" (ضعف التماسك المركزي) قد يمنح مزايا في معالجة المعلومات.
دراسة أُجريت عام 2005 أظهرت وجود ارتباط إيجابي بين السلوكيات التكرارية لدى الأفراد المصابين بالتوحّد والسلوكيات القهرية الوسواسية لدى الآباء. كما ركزت دراسة أخرى أُجريت عام 2005 على السمات التوحّدية دون العتبة التشخيصية في عموم السكان. ووجدت أن معامل الارتباط في العجز أو الكفاءة الاجتماعية بين الآباء وأطفالهم وبين الأزواج يبلغ حوالي 0.4.
تقرير أُجري عام 2005 فحص التاريخ النفسي العائلي لـ 58 فردًا مصابًا بمتلازمة أسبرجر تم تشخيصهم وفقًا لمعايير الدليل التشخيصي والإحصائي للاضطرابات النفسية – الإصدار الرابع. ثلاثة منهم (5%) كان لديهم أقارب من الدرجة الأولى مصابون بمتلازمة أسبرجر. تسعة (19%) لديهم تاريخ عائلي من الفصام. خمسة وثلاثون (60%) لديهم تاريخ عائلي من الاكتئاب. من بين 64 شقيقًا، تم تشخيص 4 (6.25%) بمتلازمة أسبرجر. ووفقًا لدراسة أُجريت عام 2022 على 86 ثنائيًّا من الأمهات والأطفال على مدى 18 شهرًا، "لم يكن الاكتئاب السابق لدى الأم مؤشرًا على مشاكل سلوكية لاحقة لدى الطفل".

## خطر التوأمة
لقد تم اقتراح أن عملية التوأمة بحد ذاتها تُعد عامل خطر في تطوّر التوحّد، ويُفترض أن ذلك يعود إلى عوامل محيطة بالولادة. ومع ذلك، فقد دحضت ثلاث دراسات وبائية واسعة النطاق هذه الفكرة. وقد أُجريت هذه الدراسات في كاليفورنيا والسويد وأستراليا. إحدى الدراسات التي أُجريت في أستراليا الغربية استخدمت قاعدة بيانات أبحاث صحة الأم والطفل، والتي تحتوي على سجلات ولادة لجميع الأطفال المولودين، بما في ذلك الأطفال الذين تم تشخيصهم لاحقًا باضطراب طيف التوحّد. وخلال هذه الدراسة، تم تقييد السكان الذين خضعوا للتحليل فيما يتعلق بحدوث اضطراب طيف التوحّد على الأطفال المولودين بين عامي 1980 و1995. وكان التركيز على نسبة حدوث اضطراب طيف التوحّد في فئة التوائم مقارنة بفئة غير التوائم. أما الدراستان التاليتان، فقد تناولتا خطر الإصابة باضطراب طيف التوحّد في فئة التوائم. وقد خَلُصت الدراسات إلى أن عملية التوأمة بحد ذاتها ليست عامل خطر. في هذه الدراسات، أظهرت البيانات أن كِلا التوأمين المتطابقين سيُصابان باضطراب طيف التوحّد، بينما يُصاب أحد التوأمين غير المتطابقين فقط، بنسبة حدوث تبلغ 90% في التوائم المتطابقة مقابل 0% في التوائم غير المتطابقة. ويمكن تفسير التماثل العالي لدى التوائم المتطابقة بوجود تماثل عالٍ في نتائج الإصابة باضطراب طيف التوحّد لديهم مقارنة بالتوائم غير المتطابقة والأشقاء غير التوائم.

## النماذج المقترحة
تُظهر دراسات التوائم والعائلات أن التوحّد هو حالة عالية الوراثة، لكنها تركت العديد من الأسئلة أمام الباحثين، وأبرزها:
- لماذا يكون التوافق بين التوائم غير المتطابقة منخفضًا على الرغم من أن التوافق بين التوائم المتطابقة مرتفع؟
- لماذا يكون آباء الأطفال المصابين بالتوحّد غير مصابين بالتوحّد عادةً؟
- ما العوامل التي قد تكون مسؤولة عن الفشل في إيجاد توافق بنسبة 100% بين التوائم المتطابقة؟
- هل الإعاقة الذهنية العميقة سمة من سمات النمط الجيني أم أمر مستقل تمامًا؟

تشير بعض الأدلة المتعلقة بالسؤالين الأول والثاني إلى دراسات أظهرت أن ما لا يقل عن 30% من الأفراد المصابين بالتوحّد لديهم طفرات حديثة النشوء حدثت في نطفة الأب أو بويضة الأم وتسببت في تعطيل جينات مهمة لتطور الدماغ. ومن المرجّح أن تؤدي هذه الطفرات العفوية إلى الإصابة بالتوحّد في العائلات التي ليس لديها تاريخ عائلي للاضطراب.
إن التوافق بين التوائم المتطابقة ليس بنسبة 100% لسببين: لأن لهذه الطفرات تعبيرية متغيّرة وتظهر آثارها بشكل مختلف نتيجة لعوامل عشوائية وعوامل فوق جينية وبيئية. كما أن الطفرات العفوية قد تحدث في جنين واحد دون الآخر بعد الإخصاب.
إن احتمال تطور الإعاقة الذهنية يعتمد على أهمية الجين في تطوّر الدماغ وعلى كيفية تغيّر هذه الوظيفة بسبب الطفرة، كما يلعب كل من الخلفية الجينية والبيئية التي تحدث فيها الطفرة دورًا في ذلك. وقد أدّى تكرار نفس الطفرات في العديد من الأفراد المصابين بالتوحّد إلى اقتراح "براندلر" و"سيبات" أن طيف التوحّد ينقسم إلى وحدات كمية تمثل العديد من الاضطرابات الوراثية المختلفة.

### الجينات الفردية
أبسط تفسير لحالات التوحّد التي يُصاب فيها طفل واحد فقط دون وجود تاريخ عائلي أو أشقاء مصابين، هو أن طفرة عفوية واحدة تؤثّر على جين واحد أو عدّة جينات، وتُعد عاملًا مساهمًا مهمًا في الإصابة.
وقد تم تحديد عشرات الجينات الفردية أو الطفرات بشكل قاطع، وهي مُدرَجة في قاعدة بيانات مبادرة مؤسسة "سايمونز" لأبحاث التوحّد.
تشمل الأمثلة على حالات التوحّد التي نشأت نتيجة لطفرة نادرة أو حديثة النشوء في جين واحد أو موقع جيني واحد: اضطرابات النمو العصبي مثل متلازمة "إكس الهش"، والحالات الاستقلابية (على سبيل المثال، الحماض البروبيوني)، والاضطرابات الكروموسومية مثل متلازمة الحذف 22q13 ومتلازمة الحذف 16p11.2.

الحذف (1)، والتكرار (2)، والانعكاس (3) كلها تشوهات كروموسومية مرتبطة بالتوحد.

تتميّز هذه الطفرات بقدر كبير من التباين في النتائج السريرية، وعادةً ما يفي جزء فقط من حاملي الطفرة بمعايير تشخيص التوحّد.
على سبيل المثال، لدى حاملي حذف 16p11.2 متوسط حاصل ذكاء أقل بـ 32 نقطة من أقاربهم من الدرجة الأولى الذين لا يحملون الحذف، ومع ذلك فإن 20% فقط منهم يكون حاصل ذكائهم دون عتبة الإعاقة الذهنية البالغة 70، و20% فقط منهم مصابون بالتوحّد.
حوالي 85% من هؤلاء لديهم تشخيص عصبي سلوكي، بما في ذلك التوحّد، واضطراب نقص الانتباه مع فرط النشاط، واضطرابات القلق، واضطرابات المزاج، وتأخر النمو الحركي، والصرع، في حين أن 15% ليس لديهم أي تشخيص.
وبالإضافة إلى هذه الأنماط الظاهرية العصبية السلوكية، ارتبطت عمليات الحذف / التضاعف في موقع 16p11.2 بتضخم الرأس / صغر الرأس، وتنظيم وزن الجسم، كما أن التضاعف تحديدًا ارتبط بالفصام.
أما الأشخاص غير المصابين الذين يحملون طفرات مرتبطة بالتوحّد أو الفصام، فعادةً ما يظهرون أنماطًا معرفية أو خصوبة متوسطة بين حالات الاضطرابات العصبية التطورية وأفراد العينة العامة.
لذلك، يمكن أن تؤدي الطفرة الواحدة إلى تأثيرات مختلفة متعددة، اعتمادًا على عوامل وراثية وبيئية أخرى.

### التفاعلات متعددة الجينات
في هذا النموذج، ينشأ التوحّد غالبًا نتيجةً لتجمّع متغيرات شائعة وعملية في عدد من الجينات. يساهم كل جين بتأثير صغير نسبيًا في زيادة خطر الإصابة بالتوحّد. في هذا النموذج، لا يقوم أي جين واحد بتنظيم عرض أساسي من أعراض التوحّد مثل السلوك الاجتماعي بشكل مباشر. وبدلًا من ذلك، يشفر كل جين بروتينًا يُخلّ بوظيفة خلوية معيّنة، ويؤدي تراكم هذه الاضطرابات، ربما بالتزامن مع تأثيرات بيئية، إلى التأثير على عمليات نمو رئيسية مثل تكوّن المشابك العصبية.
على سبيل المثال، يقترح أحد النماذج أن العديد من الطفرات تؤثر على جين MET وغيره من كينازات التيروسين المستقبلية، والتي تؤدي بدورها إلى اضطراب في إشارات ERK وPI3K.

## نوعان من العائلات
في هذا النموذج، تنتمي معظم العائلات إلى نوعين: في الغالبية العظمى، يكون لدى الأبناء الذكور خطر منخفض للإصابة بالتوحّد، لكن في أقلية صغيرة يكون خطر الإصابة قريبًا من 50%.
في العائلات ذات الخطر المنخفض، يكون التوحّد المتفرّد ناتجًا في الغالب عن طفرة عفوية ذات نفوذية ضعيفة لدى الإناث ونفوذية عالية لدى الذكور. أما العائلات ذات الخطر المرتفع، فتأتي من أطفال (في الغالب من الإناث) يحملون طفرة سببية جديدة ولكنهم غير متأثرين بها، وينقلون الطفرة السائدة إلى الأحفاد.

### علم التخلّق
تم اقتراح عدة نماذج تخلقية للتوحّد. وقد تم الاستدلال على هذه النماذج من خلال ظهور التوحّد لدى أفراد يعانون من متلازمة الصبغي الهش، والتي تنشأ عن طفرات تخلقية، ومن متلازمة رِت، التي تتضمن عوامل التنظيم التخلقي. وقد يساعد نموذج تخلقي في تفسير سبب صعوبة استراتيجيات الفحص الجيني التقليدية في التعامل مع التوحّد.

### الطبع الجينومي
تم اقتراح نماذج للطبع الجينومي؛ وتكمن إحدى نقاط قوتها في تفسير النسبة المرتفعة بين الذكور والإناث في اضطراب طيف التوحّد. تفترض إحدى الفرضيات أن التوحّد يتناقض في بعض النواحي مع الفُصام وغيره من الاضطرابات الذهانية، وأن التغيّرات في الطبع الجينومي تساعد في التوسّط في تطور هذين النوعين من الاضطرابات، وأن اضطراب طيف التوحّد يتضمن تأثيرًا متزايدًا للجينات المُعبَّر عنها أبويًا، والتي تنظّم فرط النمو في الدماغ، في حين أن الفُصام يتضمن الجينات المُعبَّر عنها أميًا ونقص النمو.

### التفاعلات البيئية
على الرغم من أن العوامل الجينية تفسّر معظم خطر التوحّد، إلا أنها لا تفسّره بالكامل. وتفترض إحدى الفرضيات الشائعة أن التوحّد ينشأ من تفاعل بين الاستعداد الوراثي وإصابة بيئية مبكرة. تم اقتراح عدة نظريات تستند إلى العوامل البيئية لمعالجة المخاطر المتبقية. تركّز بعض هذه النظريات على العوامل البيئية قبل الولادة، مثل العوامل التي تُسبّب العيوب الخَلقية؛ بينما تركز نظريات أخرى على البيئة بعد الولادة، مثل الأنظمة الغذائية للأطفال.
ويبدو أن جميع العوامل المسببة للعيوب الخَلقية المعروفة والمرتبطة بخطر التوحّد تؤثر خلال الأسابيع الثمانية الأولى من الحمل، ما يُعد دليلًا قويًا على أن التوحّد ينشأ في وقت مبكر جدًا من النمو. وعلى الرغم من أن الأدلة على الأسباب البيئية الأخرى لا تزال غير مؤكدة وتعتمد على تقارير فردية ولم يتم تأكيدها من خلال دراسات موثوقة، إلا أن هناك عمليات بحث موسعة جارية.
وقد وجدت دراسة أُجريت في عام 2015 دليلًا على أن العوامل البيئية غير المشتركة لها تأثير على القصور الاجتماعي في اضطراب طيف التوحّد.

### التحيّز الجنسي
يؤثر اضطراب طيف التوحّد على جميع الأعراق والإثنيات والفئات الاجتماعية والاقتصادية. ومع ذلك، فإن الذكور أكثر تأثرًا من الإناث في جميع الثقافات، وتبلغ نسبة الذكور إلى الإناث تقريبًا 3 إلى 1.
حللت إحدى الدراسات قاعدة بيانات "تبادل الموارد الجينية للتوحّد"، التي تحتوي على موارد وأبحاث وسجلات تشخيص اضطراب طيف التوحّد. وخلصت هذه الدراسة إلى أنه عندما يُسبّب طفرة تلقائية اضطراب طيف التوحّد، فإن النفوذية تكون عالية لدى الذكور ومنخفضة لدى الإناث.
وقد استكشفت دراسة نُشرت في عام 2020 السبب الكامن وراء هذه الفكرة بشكل أعمق. ومن المعروف عمومًا أن الفرق الرئيسي بين الذكور والإناث هو أن لدى الذكور صبغي جنسي X وصبغي جنسي Y، في حين أن لدى الإناث صبغيين X. وهذا يؤدي إلى الفرضية القائلة بوجود جين على الصبغي X لا يوجد على الصبغي Y وله دور في التحيّز الجنسي في اضطراب طيف التوحّد.
وفي دراسة أخرى، تبيّن أن الجين المسمى NLGN4، عند حدوث طفرة فيه، يمكن أن يسبّب اضطراب طيف التوحّد. هذا الجين وغيره من جينات NLGN ضرورية للتواصل بين الخلايا العصبية. يوجد هذا الجين NLGN4 على كلّ من الصبغي X (باسم NLGN4X) والصبغي Y (باسم NLGN4Y). وتتشابه الصبغيات الجنسية بنسبة 97%.
وقد تبيّن أن معظم الطفرات التي تحدث تتركز في الجين NLGN4X. وكشفت الأبحاث حول الفروقات بين NLGN4X وNLGN4Y أن بروتين NLGN4Y يعاني من ضعف في التوقعات السطحية وضعف في تنظيم المشابك العصبية، مما يؤدي إلى ضعف في التواصل العصبي.
وقد خلص الباحثون إلى أن الذكور لديهم معدل أعلى للإصابة بالتوحّد عندما تكون الآلية مرتبطة بـ NLGN4X. وتم التوصل إلى هذا الاستنتاج لأن لدى الإناث صبغيين X؛ فإذا حدثت طفرة في جين على أحد صبغيات X، يمكن استخدام الصبغي الآخر لتعويض الطفرة. أما الذكور، فلديهم صبغي X واحد فقط، ما يعني أن حدوث طفرة في جين على هذا الصبغي يعني أن تلك النسخة الوحيدة ستُستخدم.
ويُعدّ الفرق الجينومي بين الذكور والإناث أحد الآليات التي تؤدي إلى ارتفاع معدل الإصابة باضطراب طيف التوحّد لدى الذكور.

## مواقع الجينات المرشحة
تُشكّل المتلازمات الجينية المعروفة، والطفرات، والأمراض الأيضية ما يصل إلى 20% من حالات التوحّد. وقد تبيّن أن عددًا من الألائل مرتبط ارتباطًا وثيقًا بالنمط الظاهري للتوحّد. وفي العديد من الحالات، تكون النتائج غير حاسمة، إذ تُظهر بعض الدراسات عدم وجود ارتباط.
لكن الألائل المرتبطة حتى الآن تدعم بقوة الادعاء بوجود عدد كبير من الأنماط الجينية التي تتجلى على شكل النمط الظاهري للتوحّد. وبعض الألائل المرتبطة بالتوحّد شائعة نسبيًا في عموم السكان، مما يشير إلى أنها ليست طفرات مرضية نادرة. وهذا أيضًا يطرح بعض التحديات في تحديد جميع التركيبات النادرة من الألائل المتورطة في مسببات التوحّد.
وقد قارنت دراسة أُجريت سنة 2008 بين الجينات المرتبطة بالتوحّد وتلك المرتبطة بأمراض عصبية أخرى، ووجدت أن أكثر من نصف الجينات المعروفة المتعلقة بالتوحّد متورطة أيضًا في اضطرابات أخرى، ما يشير إلى أن هذه الاضطرابات الأخرى قد تشترك مع التوحّد في آليات جزيئية مشتركة.
| الجين            | الموقع الوراثي | الوصف |
| ---------------- | -------------- | --- |
| CDH9, CDH10      | 5p14.1         | دراسات الترابط الشامل للجينوم عام 2009 وجدت ارتباطًا بين التوحّد وستة تعددات نوكليوتيدية فردية في المنطقة بين CDH10 و CDH9، وهما جينان يشفران جزيئات التصاق الخلايا العصبية. |
| CDH8             | 16q21          | دراسة عائلية حدّدت حذفًا في CDH8 نُقل إلى ثلاثة أطفال مصابين من دون أن يظهر في أربعة أشقاء غير مصابين.                                                                        |
| MAPK3            | 16p11.2        | حُدد حذف تلقائي لـ 593 كيلو قاعدة على هذا الكروموسوم لدى نحو 1% من المصابين بالتوحّد. الجين يشفر ERK1، وهو عنصر مركزي في مسار الإشارة داخل الخلية.                           |
| SERT (SLC6A4)    | 17q11.2        | يرتبط هذا الجين بسلوكيات صارمة وقهرية. وُجد ارتباط كبير في العائلات ذات الذكور فقط. كما قد يسهم في فرط السيروتونين.                                                         |
| CACNA1G          | 17q21.33       | عُثر على مؤشرات داخل منطقة تحتوي هذا الجين مرتبطة بالتوحّد بمستوى محلي ذي دلالة إحصائية، وقد تكون المنطقة غنية بالألائل النادرة والشائعة.                                    |
| GABRB3, GABRA4   | متعدد          | GABA هو الناقل العصبي المثبط الأساسي في الدماغ. تم ربط GABRA4 بالتوحّد، وGABRB3 بالقدرات الخارقة. تم اقتراح الفأر الذي يفتقر إلى GABRB3 كنموذج للتوحّد.                      |
| EN2              | 7q36.2         | Engrailed 2 يُعتقد أنه يرتبط بتطور المخيخ، وقد قُدّر أن له مساهمة في ما يصل إلى 40% من حالات التوحّد.                                                                          |
| ?                | 3q25-27        | أظهرت العديد من الدراسات ارتباطًا كبيرًا بين التوحّد ومتلازمة أسبرجر بهذا الموقع الجيني، خصوصًا قرب D3S3715 و D3S3037.                                                         |
| RELN             | 7q21-q36       | ريلين هو بروتين سكري يُعتقد أنه يشارك في تكوين الذاكرة واللدونة المشبكية. أظهرت عدة دراسات ارتباطه بالتوحّد، رغم أن بعضها لم يتمكن من تكرار النتائج.                         |
| SLC25A12         | 2q31           | يشفر ناقل الأسبارتات/الغلوتامات في الميتوكوندريا. تم ربطه بالتوحّد في بعض الدراسات، لكن لم تُكرّر النتائج في دراسات أخرى.                                                     |
| HOXA1 و HOXB1    | متعدد          | HOX مرتبط بتطور جذع الدماغ الجنيني. أظهرت دراسات على الفئران أن غياب HOXA1 و HOXB1 يسبب تشوهات مشابهة لتلك المرتبطة بالتوحّد.                                               |
| PRKCB1           | 16p11.2        | وجدت دراسة ارتباطًا قويًا بين هذا الجين والتوحّد. لا يزال بحاجة لتأكيد إضافي.                                                                                                 |
| TAOK2            | 16p11.2        | تم العثور على ارتباط قوي بين TAOK2 والتوحّد سنة 2018. |
| MECP2            | Xq28           | الطفرات في MECP2 يمكن أن تُسبب اضطرابات طيف التوحّد واضطرابات النمو العصبي بعد الولادة.                                                                                      |
| UBE3A            | 15q11.2–q13    | يرتبط الجين UBE3A بمتلازمة أنجلمن، ويُظهر تعبيرًا منخفضًا عند نقص MeCP2. |
| SHANK3 (ProSAP2) | 22q13          | ينظم SHANK3 تنظيم مستقبلات النواقل العصبية في العمود الشجيري بعد المشبكي. الطفرات والحذف فيه مرتبطة بالتوحّد وتأخّر النمو والكلام.                                           |
| NLGN3            | Xq13           | نيروليغين بروتين سطح خلوي يربط بين الأغشية المشبكية. الطفرات فيه تُظهر سلوكًا اجتماعيًا ضعيفًا وزيادة في الذكاء لدى الفئران.                                                   |
| MET              | 7q31           | يرتبط جين MET بتطور الدماغ والجهاز المناعي والجهاز الهضمي، وقد وُجد أن الطفرات فيه شائعة لدى الأطفال المصابين بالتوحّد.                                                      |
| NRXN1            | 2q32           | جين Neurexin 1 مرتبط بتواصل الخلايا العصبية. حُددت طفرات وحالات حذف فيه لدى بعض الأسر المصابة بالتوحّد.                                                                      |
| CNTNAP2          | 7q35-q36       | تم تحديد متغيرات وظيفية في هذا الجين في دراسات متعددة سنة 2008، مما يدعمه كعامل مساهم في التوحّد.                                                                           |
| FOXP2            | 7q31           | FOXP2 يرتبط باضطرابات اللغة والنطق، ويرتبط بتنظيم CNTNAP2. |
| GSTP1            | 11q13          | تم اقتراح أن النمط الجيني GSTP1*A يزيد من احتمال الإصابة بالتوحّد إذا تواجد لدى الأم أثناء الحمل.                                                                           |
| PRL, PRLR, OXTR  | متعدد          | أظهرت مراجعة منهجية عام 2014 ارتباطًا كبيرًا بين التوحّد وعدة تعددات نوكليوتيدية فردية في جين OXTR.                                                                           |

هناك عدد كبير من المواقع الوراثية المرشّحة الأخرى التي إما ينبغي النظر فيها أو أُثبت أنها واعدة. تم إجراء عدة مسوحات شاملة للجينوم حدّدت علامات وراثية عبر العديد من الكروموسومات.
بعض الأمثلة على المواقع الجينية التي تمّت دراستها تشمل منطقة 17q21، وموقع 3p24–26، والجين PTEN، ومنطقة 15q11.2–q13، وحالة حذف في منطقة 22q11.2.
رسم خرائط التماثل الزّيجي في الأسر ذات الأصل المشترك ووجود حالات توحّد، أشار مؤخرًا إلى الجينات المرشحة التالية: PCDH10، وDIA1 (المعروف سابقًا باسم C3ORF58)، وNHE9، وCNTN3، وSCN7A، وRNF8. ويبدو أن عددًا من هذه الجينات تُعد أهدافًا لعامل النسخ MEF2، وهو أحد عوامل النسخ المعروفة بأنها تُنظَّم بالنشاط العصبي، وقد تمّ ربطه مؤخرًا كجين مرشّح لاضطراب مرتبط بالتوحّد.

## قراءة إضافية
- علاج التوحد
- متلازمة أسبرجر
- عمى عقلي
- منظمة التوحد الدولية
- اضطرابات نمائية شاملة
- مبادرة الإنارة الزرقاء
- مهارات التواصل الاجتماعية
- علاج التعلق
- نوبة غضب
- أمراض الفقر
- اضطراب الطفولة التحللية
- متلازمة موبيوس
- وسائل مساعدة للكلام
- علاجات بديلة للصعوبات التنموية والتعليمية
- اليوم العالمي للتوحد

## روابط خارجية
- تبادل الموارد الجينية للتوحد (AGRE) - "أول بنك جينات تعاوني في العالم للتوحد"